# Dyskografia Reny Rolskiej
Solowa dyskografia Reny Rolskiej, polskiej piosenkarki i aktorki estradowej obejmuje sześć albumów studyjnych, osiem albumów kompilacyjnych, dwanaście czwórek, cztery single, osiem pocztówek dźwiękowych, oraz jedną płytę szelakową.

## Albumy studyjne
| Rok  | Dane dot. albumu                                                                     |
| ---- | ------------------------------------------------------------------------------------ |
| 1957 | Piosenki nastrojowe - Wydawca: Polskie Nagrania, Pronit - Format: LP (10 cali)       |
| 1960 | Rendez-Vous z Reną Rolską - Wydawca: Polskie Nagrania, Pronit - Format: LP (10 cali) |
| 1966 | Kiedy znów zakwitną białe bzy... - Wydawca: Pronit - Format: LP                      |
| 1970 | Рена Рольска - Wydawca: Miełodija - Format: LP                                       |
| 1971 | Oczy czarne - Wydawca: Pronit, Stilon - Format: LP, MC                               |
| 1973 | Niech pan mnie weźmie ze sobą do domu... - Wydawca: Pronit - Format: LP              |

## Albumy kompilacyjne
| Rok  | Dane dot. albumu                                                                                  |
| ---- | ------------------------------------------------------------------------------------------------- |
| 1989 | Piosenka prawdę ci powie - Wydawca: Polskie Nagrania - Format: LP, MC                             |
| 1994 | Wszystko co mam - Wydawca: Polskie Nagrania - Format: CD, MC                                      |
| 2000 | Złote przeboje - Wydawca: Andromeda - Format: CD                                                  |
| 2001 | Złota kolekcja. Portret muzyczny - Złoty pierścionek - Wydawca: EMI Music Poland - Format: CD, MC |
| 2004 | Platynowa kolekcja: Złote przeboje - Wydawca: GM Records - Format: CD, MC                         |
| 2013 | Podwieczorek z.... Reną Rolską - Wydawca: Teddy Records - Format: CD                              |
| 2014 | 40 piosenek Reny Rolskiej - Wydawca: Polskie Nagrania - Format: CD                                |
| 2022 | Jubileusz - Wydawca: Teddy Records - Format: CD                                                   |

## Czwórki
| Rok  | Dane dot. albumu                                                    |
| ---- | ------------------------------------------------------------------- |
| 1957 | Piosenki Reny Rolskiej - Wydawca: Veriton - Format: EP              |
| 1958 | Rena Rolska (1958) - Wydawca: Polskie Nagrania, Pronit - Format: EP |
| 1960 | Rena Rolska (1960) - Wydawca: Veriton - Format: EP                  |
| 1961 | Rena Rolska (1. minialbum 1961) - Wydawca: Pronit - Format: EP      |
| 1961 | Rena Rolska (2. minialbum 1961) - Wydawca: Pronit - Forma: EP       |
| 1962 | Rena Rolska (1962) - Wydawca: Pronit - Format" EP                   |
| 1963 | Rena Rolska (1963) - Wydawca: Polskie Nagrania - Format: EP         |
| 1964 | Rena Rolska (1964) - Wydawca: Pronit - Format: EP                   |
| 1966 | Rena Rolska (1966) - Wydawca: Pronit - Format: EP                   |
| 1967 | Piosenki z dreszczykiem - Wydawca: Pronit - Format: EP              |
| 1967 | Śpiewa Rena Rolska - Wydawca: Polskie Nagrania - Format: EP         |
| 1970 | Рена Рольска - Wydawca: Miełodija - Format: EP                      |

## Single
| Rok  | Dane dot. albumu                            |
| ---- | ------------------------------------------- |
| 1966 | Pronit SP152 - Wydawca: Pronit - Format: SP |
| 1971 | Pronit SP457 - Wydawca: Pronit - Format: SP |
| 1973 | Pronit SP478 - Wydawca: Pronit - Format: SP |
| 1973 | Pronit SP488 - Wydawca: Pronit - Format: SP |

## Pocztówki dźwiękowe
| Rok  | Dane dot. albumu                                                      |
| ---- | --------------------------------------------------------------------- |
| 1967 | PWP Ruch R0219 - Wydawca: PWP Ruch - Format: pocztówka dźwiękowa      |
| 1971 | PWP Ruch R0319 - Wydawca: PWP Ruch - Format: pocztówka dźwiękowa      |
| 1972 | PWP Ruch R/u-0119-u - Wydawca: PWP Ruch - Format: pocztówka dźwiękowa |
| 1973 | PWP Ruch R0101-II - Wydawca: PWP Ruch - Format: pocztówka dźwiękowa   |
| 1974 | RSW R0508 - Wydawca: PWP Ruch - Format: pocztówka dźwiękowa           |
| 1974 | RSW R0527 - Wydawca: PWP Ruch - Format: pocztówka dźwiękowa           |
| 1975 | KAW R0621 - Wydawca: Tonpress - Format: pocztówka dźwiękowa           |
| 1977 | Tonpress R0738 - Wydawca: Tonpress - Format: pocztówka dźwiękowa      |

## Płyty szelakowe
| Rok  | Dane dot. albumu                                                              |
| ---- | ----------------------------------------------------------------------------- |
| 1958 | Muza 3318 - Wydawca: Polskie Nagrania - Format: Płyta szelakowa (78 obr./min) |